# Bambergskrinet

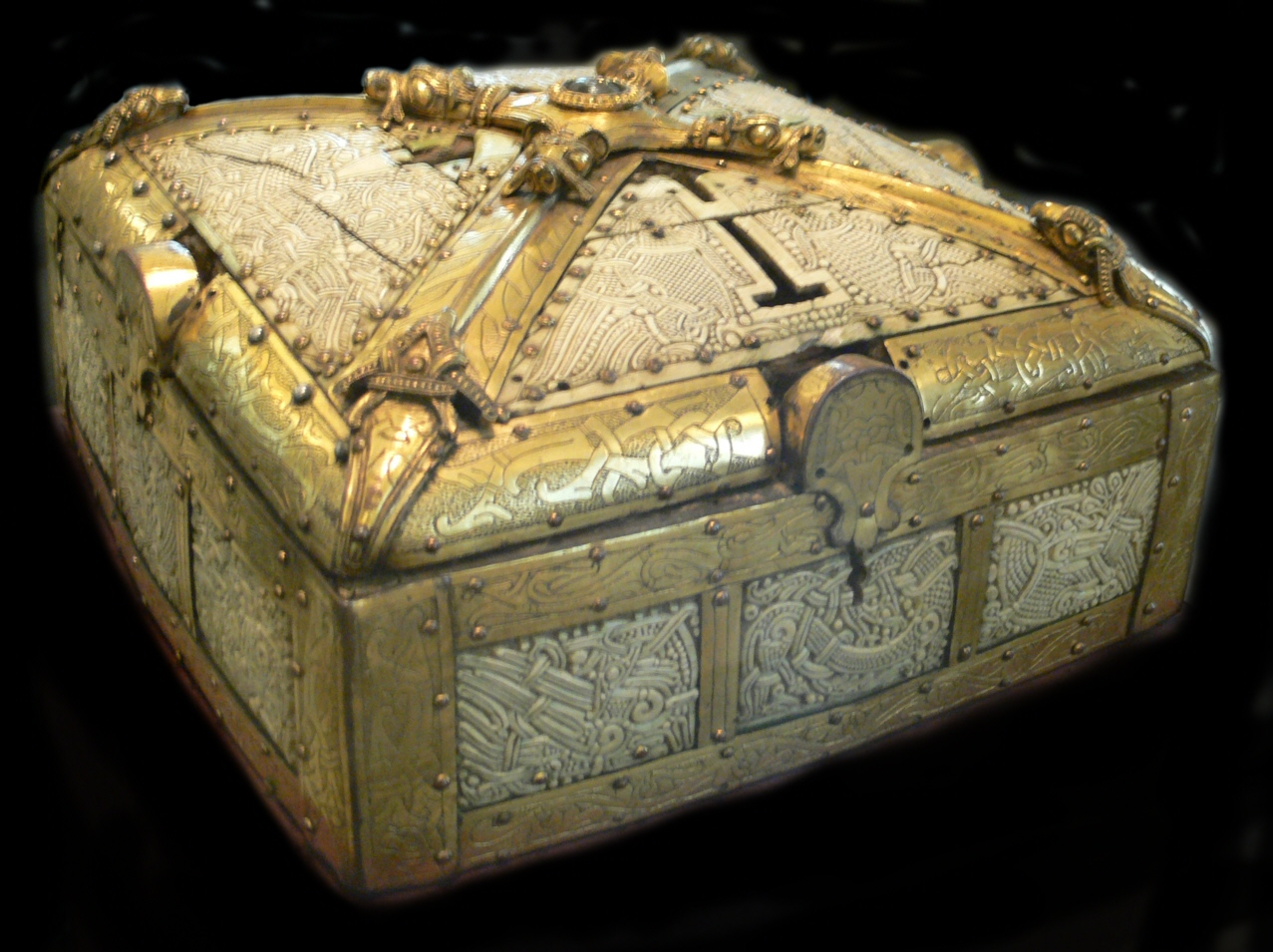
Bambergskrinet

Bambergskrinet är ett skrin som enligt uppgift en gång tillhörigt Den heliga Kunigunda och möjligen senare rymmande hennes reliker. Skrinet har tillhört domkyrkan i Bamberg åtminstone från 1743 men tillhör sedan 1860 i Bayerisches Nationalmuseum i München.
Skrinet skapades i slutet av vikingatiden och dateras till andra hälften av 1000-talet. Ursprungligen kan det ha varit ett juvelskrin, som med största sannolikt har tillverkats i södra Skandinavien och har en motsvarighet i den numera förlorade Camminskrinet. Ornamentiken är utförd i Mammenstil. Skrinet har en kvadratisk grundplan med raka sidor och ett välvt lock. Måtten är 26 x 26 x 13 cm. Stommen består av ek och på den har det satts 16 plattor av elfenben från valross i en förgylld bronsram. Skrinet pryds dessutom av minst sju olika masker och ovanpå locket finns det flera djurhuvuden som dekoration. Ornamentiken är gjord på valrosstandplaketter. Den förgyllda kopparen är dekorerad i en räcka olika stilar och mönster.